# Просторе (платформа)
Просторе — пасажирський зупинний пункт Сумського напрямку. Розташований між платформою Горіховий Гай та станцією Мерчик. Пункт розташований поблизу села Гурине Харківського району. На пункті зупиняються лише приміські потяги. Пункт відноситься до Сумської дирекції Південної залізниці.
Відстань до станції Харків-Пасажирський — 37 км .